# Erna Diez
Erna Diez (geboren 8. April 1913 in Kaschau, Österreich-Ungarn; gestorben 1. Dezember 2001 in Graz) war eine österreichische Klassische Archäologin.

## Leben
Diez studierte Klassische Philologie, Archäologie, Kunstgeschichte und Geschichte an der Universität Wien und schloss ihr Studium an der Universität Graz ab. 1937 promovierte sie zum Dr. phil. Eine Italienreise im Jahre 1939 nutzte sie zum Studium antiker Kunst. Ab 1943 war sie am Archäologischen Institut der Universität Graz tätig und betreute die Sammlung römischer Steindenkmäler in der Steiermark. Ab 1945 leitete sie das Institut für Klassische Archäologie an der Universität Graz und hielt an der Universität Graz Vorlesungen. 1967 wurde sie außerordentliche Professorin für Klassische Archäologie, 1970 erhielt sie ein Ordinariat, 1983 wurde sie emeritiert. 1967 wurde sie Mitglied der Historischen Landeskommission für Steiermark.
Diez’ Bedeutung liegt in ihren Forschungen zur provinzialrömischen Kunst in Noricum. Ihr Vortrag auf den 8. Internationalen Archäologenkongress in Paris im Jahr 1963 gilt als wegweisend.
Im Jahr 2008 wurde auch eine Straße in Graz im Bezirk Straßgang nach Erna Diez benannt.